# Культурная идентичность
Культурная идентичность — осознание принадлежности человека к той или иной культурной общности путём само отождествления с её культурными образцами. Культурная идентичность формируется в результате наложения разнообразных культурных влияний, которым подвержен отдельный человек. Если культурные влияния не вступают в противоречия, то происходит полная идентификация личности со сложившейся вокруг него культурой.
Существуют разные точки зрения на роль культурной идентичности: одни исследователи считают её главным образующим элементом идентичности личности (И. С. Кон, О. Пахлёвская), в то время как другие (Н. Ф. Герман, М. С. Школовая, Е. А. Селиванова) рассматривают её как один из аспектов социальной идентичности.

## Подходы к изучению культурной идентичности
В научной литературе не существует единого подхода к изучению культурной идентичности. Многообразие концепций можно условно свести к трём подходам: цивилизационному, личностному и социологическому.
- Цивилизационный подход исследует культурную идентичность цивилизаций как социокультурных исторических субъектов. Первостепенное значение в цивилизационном подходе имеет установление культурных признаков общности.
- Личностный подход рассматривает процессы индивидуальной культурной идентификации, результатом которой становится культурная идентичность. В данном подходе исследуются процесс принятия конкретной личностью культурных норм и образцов, отношение личности к объективным общественным формам сознания.
- Социологический подход концентрируется на отношениях между личной и групповой идентичностями, обусловленных идеологическими процессами. В рамках этого подхода изучаются взаимоотношения личностной и коллективной идентичности, определяется эффективность воздействия общественности и государства на личность, анализируется личностные реакции на это воздействие.

Все три подхода взаимосвязаны с друг другом и не могут быть чётко разделены. Сложность рассматриваемого объекта подразумевает его изучение с разных сторон, и каждый из подходов имеет различные дисциплинарные и познавательные акценты. К проблеме культурной идентичности обращались такие исследователи, как A.C. Панарин, Б. С. Ерасов, H.H. Моисеев, С. Г. Кара-Мурза, Л. Г. Ионин, В. Т. Пуляев, Ф. Фукуяма, C. Хантингтон, Л. Фробениус, А. Кребер, М. Херсковиц, Л. Уайт, Л. Ме-доуз, М. Месаровича, Э. Пестель, А. Печчеа, К. Лоренц, Я. Тинберген, Э. Эриксон и др.

## Элементы культурной идентичности
Культурная идентичность носит многоаспектный характер и состоит из широкого ряда элементов. Оценка культурной идентичности проводится по следующим параметрам:

### Этническая принадлежность
Этнос определятся по-разному в различных научных школах, правительственных учреждениях и государствах. Многие исследователи считают, что общее происхождение и история делают социальную группу этносом. Родоначальником такого подхода является М. Вебер.
С другой стороны, существует мнение о том, что этнос, прежде всего, формируется политическим сообществом. Так, например, отцы-основатели США создали нацию со своими идеалами и целями, определившими идентичность американцев, несмотря на их разное историческое происхождение.
Здесь также важно рассмотреть расовую принадлежность, которая апеллирует к идее биологической классификации групп людей в силу морфологических особенностей каждой из них. Тем не менее, биологи считают расу социальным конструктом, созданным людьми.
Кроме того, этносом также можно назвать группу людей, имеющую общие ритуалы, верования, традиции и т. д.
Таким образом, существуют разные точки зрения на то, что значит принадлежность к этнической группе. Тем не менее, первостепенным остается личное самоощущение человека. Этническая самоидентичность оказывается особенно сильной среди недавних иммигрантов, поскольку до миграции они могли не сталкиваться с другими этническими группами. Как правило, через несколько поколений этническая идентичность иммигрантов трансформируется, и они адаптируются к этносу страны проживания. Однако в случае невозможности интеграции в общество страны проживания в силу расовых или религиозных различий этническая идентичность может стать сильнее. Примером могут служить афро-американцы или американцы азиатского происхождения в США.

### Возраст и этап развития
Возраст и этап развития позволяют определить идентичность индивида с точки зрения принадлежности к той или иной возрастной группе. Поскольку возрастные группы определяются культурным контекстом и создаются обществом, представляющим различные ожидания к поведению каждой из них, возрастная идентичность оказывается аспектом культурной идентичности.

### Язык
Язык выступает не только средством речевого общения, он влияет на способ мышления его носителей. Кроме того, он способствует сплочённости общности и выступает механизмом включения в общество и выключения из него.

### Состав семьи
То, какой индивид видит идеальную модель семьи, влияет на формирование его культурной идентичности. Ориентируясь на собственный опыт и идеалы, он идентифицирует себя с теми или иными ролевыми моделями в семье.
Кроме того, исследования показали, что на идентичность также влияет порядок рождения в семье: старшие, средние и младшие дети имеют разные поведенческие характеристики. Так, исследование, проведённое в 1974 году Розенблатт и Скугбрерг, показало, что старшие дети-девочки во взрослой жизни имеют больше уважения и влияния на своих братьев и сестёр, чем старшие сыновья или другие дочери. Однако результаты исследования не применимы к некоторым культурам, в которых дочь является бременем до тех пор, пока не выйдет замуж (Южная Азия или Средний Восток).

### Место проживания
Место проживания определяет территориальную идентичность, которая проявляется в двух аспектах:
1. индивидуальное или групповое чувство привязанности к стране, региону, городу или деревне, в которой проживает индивид;
2. ключевые характеристики, с которыми у индивида ассоциируется место проживания.

Проживание в конкретном регионе оказывает влияние на формирование культурной идентичности индивида. Кроме того, немаловажную роль играет тип населённого пункта. Городская и деревенская среды имеют разную структуру общественной жизни: деревенское общество менее диверсифицировано, в нём может не хватать рабочих мест для специалистов, экономика может быть зависима от агрикультуры, доходы населения оказываются ниже, чем в мегаполисе.

## Проблема культурной идентичности
По мнению З. Баумана, существуют два типа сообществ, определяющих собой идентичность: сообщества «жизни и судьбы» и сообщества, связанные только идеями или различными принципами. В сообществах первого типа не возникает проблемы идентичности, поскольку у человека не возникает необходимости определения своей идентичности, ему не нужно определять своё место. В сообществах второго типа проблема идентичности становится актуальной в связи с существованием различных идей, с которыми люди себя соотносят.
Также проблема идентичности возникает тогда, когда происходит смена социального строя, разрушение социальной структуры.
Кроме того, она может возникнуть при попадании индивида или группы в новую социальную среду, например, при иммиграции в другую страну, где люди говорят на другом языке, где доминирует иная религия и т. д.
Существует три точки зрения на изменение идентичностей:
- старые идентичности соотносятся с новыми, их количество не умножается, происходит их смена;
- возникает мультиидентичность, которая, по мнению Хантингтона, является сутью проблемы идентичности;
- возникает мультиидентичность, которая снимает проблему идентичности.

Если при поиске новых идентичностей или попытке соотнесения их со старыми не возникает никакого пересечения, возникает кризис идентичности.

## Список литературы
- Stryker Sh. Identity theory: Developments and extensions // Self and Identity. N. Y., 1986. P. 89-104.
- Barker С. Cultural Studies. Theory and Practice. L., 2003.
- Заковоротная М. В. Идентичность человека. Социально-философские аспекты. Ростов-на-Дону, 1999
- Пилиппович В. Эпоха глобализации и кризис идентичности. История отечественной и мировой психологической мысли: постигая прошлое, понимать настоящее, предвидеть будущее. М, 2006. Электронный ресурс: http://www.psyche.ru/catalog/is2/element.php?ID=1210.
- Bauman Z. The Individualized Society. Cambridge, UK; Malden, MA: Polity Press, 2001.
- Хантингтон С. Столкновение цивилизаций М.: АСТ, 2003.
- Эриксон Э. Идентичность и неукорененность в наше время // Философские науки. 1995. № 5-6.
- Тернборн Г. Мультикультуральные общества // Социологическое обозрение. 2001. Том 1. № 1.